# Nemeritis macrocentra
Nemeritis macrocentra là một loài tò vò trong họ Ichneumonidae.